# Porta Fiorentina (Viterbo)
Porta Fiorentina è una delle antiche porte di accesso alla città di Viterbo, situata lungo le mura medievali che circondano il centro storico. Rappresenta uno degli ingressi principali della città e si apre verso nord, in direzione della via Cassia e della città di Firenze, da cui prende il nome.

## Storia
La costruzione della Porta Fiorentina, originariamente nota come Porta Santa Luci, risale al XIII secolo, durante un periodo di intensa fortificazione urbana che vide l’ampliamento e il rafforzamento delle mura cittadine di Viterbo. La porta fu eretta per controllare i flussi commerciali e militari provenienti dal nord e rappresentava un punto strategico di accesso alla città.
Fu ricostruita nel 1768 sotto Clemente XIII e successivamente ampliata nel 1886–87 per adeguarla alla crescente esigenza di traffico urbano.

## Forma e strutture
Presenta tre aperture ad arco: un fornice centrale a tutto sesto, di ampiezza maggiore per il traffico veicolare, affiancato da due archi minori, ugualmente a tutto sesto, destinati a pedoni o traffico secondario.
I fornici poggiano su pilastri o colonnine con capitelli – originariamente in stile corinzio – che introducono una componente ornamentale neoclassica 
La facciata è evidenziata da modanature in pietra – tufo e peperino – che cornician gli archi, mentre la superficie muraria è intonacata o rifinita per motivi estetici.
Sopra l’arco centrale è visibile una lapide commemorativa dell’ampliamento del 1768 con la menzione di Clemente XIII, sotto la quale si nota lo stemma cittadino affiancato dagli stemmi del vescovo Giacomo Oddi e del governatore Lo Presti 
Il coronamento è un frontone orizzontale, simile a un timpano, decorativo ma privo di caratteristiche difensive (merli o torri), elemento tipico dell’architettura urbana neoclassica .

## Funzione attuale
Oggi Porta Fiorentina rappresenta un importante elemento del patrimonio storico e architettonico di Viterbo. È situata nei pressi della stazione ferroviaria di Viterbo Porta Fiorentina, che ne eredita il nome. La zona circostante è frequentemente percorsa da turisti e residenti, e la porta è spesso inclusa nei percorsi turistici alla scoperta della città medievale.